# Praeanomalinella
Preanomalinella es un género de foraminífero bentónico normalmente considerado un subgénero de Anomalinella, es decir, Anomalinella (Preanomalinella), pero aceptado como sinónimo posterior de Anomalinella de la subfamilia Anomalinellinae, de la familia Almaenidae, de la superfamilia Nonionoidea, del suborden Rotaliina y del orden Rotaliida. Su especie tipo era Anomalinella (Praeanomalinella) sureshi. Su rango cronoestratigráfico abarcaba desde el Ypresiense (Eoceno inferior) hasta el Luteciense (Eoceno medio).

## Clasificación
Preanomalinella incluía a las siguientes especies:
- Preanomalinella kutchensis †, también considerado como Anomalinella (Preanomalinella) kutchensis, y aceptado como Anomalinella kutchensis
- Preanomalinella motaberensis †, también considerado como Anomalinella (Preanomalinella) motaberensis, y aceptado como Anomalinella motaberensis
- Preanomalinella rostrata †, también considerado como Anomalinella (Preanomalinella) rostrata, y aceptado como Anomalinella rostrata
- Preanomalinella sureshi †, también considerado como Anomalinella (Preanomalinella) sureshi, y aceptado como Anomalinella sureshi